# Piero Pampaloni
Piero Pampaloni (Bientina, 16 novembre 1909 – Bientina, 25 marzo 1983) è stato un calciatore italiano.
Ricopriva il ruolo di attaccante.

## Carriera
Ha giocato nel Serie A con il Napoli e in Serie B con Pisa, Pavia, Lecce e Viareggio. Il suo esordio nel massimo campionato italiano risale al 20 aprile 1930 in Torino-Napoli 1-0.